# Спарфлоксацин
Спарфлоксацин (лат. Sparfloxacin) — противомикробное бактерицидное лекарственное средство широкого спектра действия из группы фторхинолонов.
С 2012 года включён в Перечень жизненно необходимых и важнейших лекарственных препаратов.

## Фармакологическое действие
Противомикробное средство, производное фторхинолона, подавляет бактериальную ДНК-гиразу, деспирализующую участки хромосомных молекул ДНК. Является бактерицидным противомикробным препаратом широкого спектра действия (прежде всего в отношении грамотрицательной флоры, в этом плане близок к аминогликозидам). Активность несколько снижается при кислых значениях pH. На грамположительные микроорганизмы оказывает бактерицидное действие только в период деления, на грамотрицательные организмы — и в период покоя, поскольку влияет не только на ДНК-гиразу, но и вызывает лизис клеточной стенки. Предотвращает транскрипцию генетического материала бактерий, необходимого для их нормального метаболизма, что приводит к быстрому снижению способности бактерий к делению. В результате его действия не происходит параллельной выработки устойчивости к др. антибактериальным лекарственным средствам, не принадлежащим к группе ингибиторов гиразы, что делает его высокоэффективным по отношению к бактериям, которые устойчивы, например к аминогликозидам, пенициллинам, цефалоспоринам, тетрациклинам и многим др. антибиотикам. К спарфлоксацину высокочувствительны: Escherichia coli, Shigella, Salmonella, Citrobacter, Klebsiella, Enterobacter spp., Serratia, Hafnia, Edwardsiella, Proteus (индолположительные и индолотрицательные), Providencia, Morganella, Yersinia; Vibrio, Aeromonas, Plesiomonas, Pasteurella, Haemophilus, Campylobacter, Pseudomonas cepacia, Pseudomonas aeruginosa, Legionella spp., Neisseria, Moraxella, Acinetobacter spp., Brucella; Staphylococcus, Listeria, Corynebacterium, Chlamydia spp., Xanthomonas maltophilia. Умеренно чувствительны: Gardnerella, Flavobacterium spp., Alcaligenes, Streptococcus agalactiae, Enterococcus faecalis, Streptococcus pyogenes, Streptococcus pneumoniae, Streptococcus viridans, Mycoplasma hominis, Mycoplasma pneumoniae, Mycobacterium tuberculosis и Mycobacterium fortuitum. Считаются чувствительными: Enterococcus faecium, Ureaplasma urealyticum, Nocardia asteroides. За некоторыми исключениями, анаэробные микроорганизмы являются умеренно чувствительными (например Peptococcus, Peptostreptococcus) или устойчивыми (например Bacteroides). Не эффективен против Treponema pallidum. Резистентность к препарату развивается крайне медленно, поскольку практически не остается персистирующих микроорганизмов и у бактериальных клеток нет ферментов, инактивирующих его. Не отмечено перекрестной резистентности к др. противомикробным лекарственным средствам. По активности в отношении Pseudomonas aeruginosa и др. грамотрицательных бактерий уступает ципрофлоксацину. T½ длиннее, чем у ципрофлоксацина, поэтому назначается 1 раз в день. Подобно ципрофлоксацину не взаимодействует с теофиллином (не подавляет активность микросомальных ферментов печени). По способности вызвать фотосенсибилизацию ближе к ломефлоксацину, чем к др. фторхинолонам. Обладает постантибиотическим эффектом: микроорганизмы не размножаются в течение 0,5—4 ч после исчезновения препарата из плазмы.

## Фармакокинетика
Абсорбция после приема внутрь — около 90 %. Абсорбция не изменяется при приеме вместе с пищей и молоком. Хорошо распределяется в тканях организма (исключая ткань, богатую жирами, например нервную ткань), концентрация в тканях и жидкостях нижних дыхательных путей превышает концентрацию в плазме. Обнаруживается в высоких концентрациях в альвеолярных макрофагах. Терапевтические концентрации достигаются в слюне, желчи, кишечнике, органах брюшной полости и малого таза, почках и мочевыводящих органах, ткани лёгких, бронхиальном секрете, костной ткани, мышцах, синовиальной жидкости и суставных хрящах, перитонеальной жидкости, коже. Концентрация в спинномозговой жидкости и внутриглазной жидкости — 10 % от концентрации в плазме. Объём распределения — 2-3 л/кг, связь с белками плазмы — около 45 %. TCmax после приема внутрь 400 мг — 3-6 ч, концентрация в тканях в 2-12 раз выше, чем в плазме. Сывороточная концентрация имеет линейную зависимость от величины принятой дозы. Метаболизируется в печени, выводится с каловыми массами (30-50 %) и мочой (тубулярная фильтрация и канальцевая секреция), из них в неизмененном виде около 10 % от перорально принятой дозы. T½ — 16-30 ч, у больных с почечной недостаточностью — длиннее. При хронической почечной недостаточности снижается процент препарата выводимого через почки, однако при клиренсе креатинина (КК) выше 20 мл/мин его кумуляции в организме не происходит, поскольку параллельно этому увеличивается метаболизм и выведение с каловыми массами.

## Показания
Инфекции дыхательных путей, вызванные чувствительными микроорганизмами (Klebsiella, Enterobacter, Proteus, Pseudomonas, Legionella, Staphylococcus, Escherichia coli); инфекции среднего уха, придаточных пазух носа, особенно если они вызваны грамотрицательными возбудителями, включая Pseudomonas, или Staphylococcus; инфекции глаз; почек и мочевыводящих путей, половых органов (в том числе аднексит), негонорейный уретрит, простатит; инфекции брюшной полости (например бактериальные инфекции желудочно-кишечного тракта, желчных путей, перитонит), кожи и мягких тканей, костей и суставов (например остеомиелит), сепсис, инфекции на фоне иммунодефицита, например на фоне лечения иммунодепрессивными лекарственными средствами, или у больных с нейтропенией. Гонорея, хламидиоз. Лепра.

## Противопоказания
Гиперчувствительность, эпилепсия, возраст до 18 лет (незавершенный процесс формирования скелета), удлиненный интервал Q-T или др. факторы, способствующие развитию аритмий (гипокалиемия, выраженная брадикардия, хроническая сердечная недостаточность, фибрилляция предсердий), дефицит глюкозо-6-фосфатдегидрогеназы, тяжелая почечная недостаточность; беременность, период лактации.

### C осторожностью
Атеросклероз сосудов головного мозга, нарушение мозгового кровообращения, эпилептический синдром, условия жизни (профессиональной деятельности), не позволяющие ограничивать инсоляцию, хроническая почечная недостаточность.

## Режим дозирования
Взрослым, внутрь, независимо от приема пищи (не разжевывая, запивая достаточным количеством жидкости). Длительность лечения зависит от характера и тяжести заболевания и вида возбудителя. Пневмония, обострение хронического бронхита, синусит: в первый день 400 мг однократно, далее по 200 мг/сут в течение 10 дней; пациентам с КК менее 50 мл/мин — в первый день 400 мг однократно, далее по 200 мг каждые 48 ч. Инфекции мочевыводящих путей: в первый день 200 мг однократно, далее по 100 мг 1 раз в день в течение 10-14 дней. Острый гонорейный уретрит: 200 мг однократно. Негонококковый уретрит: в первый день 200 мг однократно, далее по 100 мг 1 раз в день в течение 6 дней. Лепра: по 200 мг 1 раз в день в течение 12 нед.

## Побочные эффекты
Препарат со спорным профилем безопасности.
Тошнота, диарея, рвота, диспепсия, боль в области живота, метеоризм, снижение аппетита; головокружение, головная боль, повышенная утомляемость, тревожность, тремор; сонливость, периферическая паралгезия (аномалия восприятия чувства боли), повышенное потоотделение, повышение внутричерепного давления, «кошмарные» сновидения, спутанность сознания, депрессия, галлюцинации, психотические реакции, удлинение интервала Q-T, тромбоз церебральных артерий; нарушения вкуса и обоняния, нарушение зрения (например диплопия, изменение цветовосприятия), шум в ушах, снижение слуха; тахикардия; «приливы» крови к коже лица, мигрень, обморочные состояния, эозинофилия, лейкопения, гранулоцитопения, анемия, тромбоцитопения; лейкоцитоз, тромбоцитоз, гемолитическая анемия, гипопротромбинемия; повышение активности «печеночных» трансаминаз и щелочной фосфатазы, холестатическая желтуха (особенно у пациентов с перенесенными заболеваниями печени); гиперкреатининемия, гипербилирубинемия; гипергликемия, гематурия; кристаллурия (прежде всего при щелочной моче и низком диурезе); зуд, лекарственная лихорадка, точечные кровоизлияния (петехии); узловая эритема, мультиформная экссудативная эритема (в том числе синдром Стивенса-Джонсона), токсический эпидермальный некролиз (синдром Лайелла); гепатит, гепатонекроз; отёк лица, сосудов или гортани; одышка; артралгия, астения, миалгия, тендовагинит, фотосенсибилизация.

## Особые указания
Следует избегать УФ-облучения в период лечения и в течение 3 дней после его окончания. Во избежание развития кристаллурии недопустимо превышение рекомендованной суточной дозы, необходимо достаточное потребление жидкости и поддержание кислой реакции мочи. Имеются единичные сообщения о возможности разрыва сухожилий мышц плеча, рук и ног (ахиллова сухожилия) на фоне приема фторхинолонов. Во время лечения следует воздерживаться от занятий потенциально опасными видами деятельности, требующими повышенного внимания и быстроты психических и двигательных реакций.

## Взаимодействие
Практически не влияет на концентрацию в крови теофиллина, пероральных гипогликемических лекарственных средств, непрямых антикоагулянтов. НПВП (исключая ацетилсалициловую кислоту) повышают риск развития судорог. Пероральный прием совместно с Fe-содержащими лекарственными средствами, сукральфатом и антацидными препаратами, содержащими Mg2+, Al3+ и Ca2+, Zn2+, а также соли железа, приводит к снижению всасывания спарфлоксацина (его следует назначать либо за 1-2 ч до, либо не менее чем через 4 ч после). Пища также замедляет скорость всасывания, однако не меняет его полноту, так что пик его концентрации отмечается примерно на 30 мин позднее, чем при приеме натощак. Метоклопрамид ускоряет абсорбцию, что приводит к уменьшению промежутка времени до достижения его Cmax в плазме. Не рекомендуется одновременный прием с антиаритмиками класса Ia и III, бепридилом, эритромицином, астемизолом, цизапридом, пентамидином, трициклическими антидепрессантами и фенотиазином. При сочетании с др. противомикробными лекарственными средствами обычно наблюдается синергизм (бета-лактамные антибиотики, аминогликозиды, клиндамицин, метронидазол); может успешно применяться в комбинации с азлоциллином и цефтазидимом при инфекциях, вызванных Pseudomonas; с мезлоциллином, азлоциллином и др. бета-лактамными антибиотиками — при стрептококковых инфекциях; с изоксазолпенициллинами и ванкомицином — при стафилококковых инфекциях; с метронидазолом и клиндамицином — при анаэробных инфекциях. При одновременном применении с циклоспорином отмечается увеличение сывороточного креатинина, поэтому необходим контроль этого показателя 2 раза в неделю.